# دایت ملی
دایت ملی (به ژاپنی: 国会) به قوه مقننه دومجلسی کشور ژاپن گفته می‌شود که از مجلس مشاوران و مجلس نمایندگان تشکیل شده است. به موجب اصل ۴۱ قانون اساسی ژاپن، این نهاد تنها مرجع قانون‌گذاری و همچنین عالیرتبه‌ترین ارگان حکومتی در این کشور محسوب می‌شود.
اگرچه قدمت پارلمان در کشور ژاپن به دوره میجی بازمی‌گردد، دایت ملی به شکل کنونی در سال ۱۹۴۷ تأسیس شده است.
کلیه اعضای هر دو مجلس در انتخابات مستقیم توسط شهروندان ژاپنی انتخاب می‌شوند.
هر دو مجلس به‌طور مستقیم تحت سیستم رأی‌گیری موازی انتخاب می‌شوند و قانون اساسی تضمین کرده که هیچ تبعیضی مانند «نژاد، عقاید، جنسیت، موقعیت اجتماعی، منشأ خانوادگی، تحصیلات، دارایی یا درآمد» در مورد صلاحیت‌های هر یک از اعضا وجود ندارد؛ بنابراین دایت ملی حاکمیت مردم ژاپن است.
مسئولیت‌های دایت ملی شامل وضع قوانین، تصویب بودجه ملی سالانه، تصویب نتیجه معاهدات و انتخاب نخست‌وزیر است. علاوه بر این، دایت ملی این قدرت را دارد که پیش نویس اصلاحیه قانون اساسی را آغاز کند، که در صورت تصویب، قبل از اعلامیه توسط امپراتور، باید به نام مردم برای تصویب در همه‌پرسی گذاشته شود. همچنین قانون اساسی ژاپن هر دو مجلس را قادر می‌سازد تا در رابطه با دولت تحقیق کنند، خواستار حضور و شهادت شهود و تهیه سوابق شوند، و هر یک از دو مجلس می‌تواند، به منظور پاسخگویی و ادای توضیحات، هر موقع که لازم باشد نخست‌وزیر یا وزیران را احضار کند. دایت ملی قادر به استیضاح قضات دادگاه نیز هست که بخاطر رفتارهای جنایتکارانه یا نامنظم محکوم شده‌اند. قانون اساسی، روش‌های رأی‌گیری، تعداد اعضای هر مجلس و سایر موارد مربوط به روش انتخاب هر یک از اعضای مجلس را مشخص نکرده و بنابراین، مجاز است که توسط قانون تعیین شود.
طبق مفاد قانون اساسی و طبق قانون، همه بزرگسالان بالای ۱۸ سال واجد شرایط حق رأی عمومی هستند که می‌توانند به صورت رأی‌گیری مخفی هم رای بدهند، و کسانی که انتخاب می‌شوند در هنگام برگزاری جلسه دایت ملی، از محافظت برخوردارند. هر خانه مجلس وظیفه نظم بخشیدن به اعضای خود را دارد، و همه جلسات علنی است مگر اینکه دو سوم یا بیشتر اعضای حاضر در آن تصویب کنند که جلسه غیر علنی باشد. دایت ملی به منظور رسمیت یافتن جلسات، به حضور حداقل یک سوم مجموع اعضا نیاز دارد. در مورد مصوبه‌ها و موضوعات، اکثریت حاضران مجلس تصمیم‌گیری می‌کنند، مگر اینکه قانون اساسی خلاف آن را بیان کند، و در صورت تساوی رای، رئیس هیئت جلسه حق تصمیم‌گیری در مورد موضوع را دارد. نمی‌توان یک عضو را اخراج کرد، مگر اینکه اکثریت دو سوم یا بیشتر اعضای حاضر مصوبه ای را برای آن تصویب کنند و حل و فصل اختلافات در مورد صلاحیت اعضای هر مجلس به عهده همان مجلس خواهد بود.
طبق قانون اساسی، دایت ملی باید هر سال حداقل یک جلسه تشکیل دهد. کابینه دولت می‌تواند دستور تشکیل مجلسه فوق‌العاده دایت ملی را صادر نماید. در صورتی که حداقل یک چهارم از مجموع نمایندگان هر یک از دو مجلس چنین تقاضایی کنند، کابینه وزیران باید دستور تشکیل جلسه فوق را صادر نماید. در طی یک انتخابات، فقط مجلس نمایندگان منحل می‌شود، اما مجلس مشاوران منحل نمی‌شود و فقط بسته می‌شود. ممکن است در مواقع اضطراری ملی، مجلس مشاروان می‌تواند برای یک جلسه اضطراری فراخوانده شود. امپراتور دایت ملی را متقاعد می‌کند و مجلس نمایندگان را منحل می‌کند، اما فقط به توصیه هیئت دولت این کار را می‌کند.
برای تبدیل لوایح به قانون، ابتدا باید توسط هر دو مجلس دایت ملی تصویب شود، امضای وزیران کابینه باشد، توسط نخست‌وزیر امضا شود و سپس در نهایت توسط امپراتور اعلام شود. امپراتور هیچ قدرتی برای مخالفت با قانون ندارد و باید آن را اعلام کند.

## اختیارات
مهم‌ترین اختیارات دایت ملی به شرح زیر است: (اصول مربوط به قانون اساسی در داخل پرانتز آمده است)
- تصمیم‌گیری دربارهٔ بودجه سالانه کشور (اصول ۶۰ و ۸۶)
- تعیین نخست‌وزیر (اصل ۶۷)
- رأی اعتماد یا عدم اعتماد به اعضای کابینه (اصل ۶۹)
- شروع روند اصلاح قانون اساسی (اصل ۹۶)
- تشکیل دادگاه رسیدگی به کفایت قضات (اصل ۶۴)
- تصویب تعهدات ملی (اصول ۶۱ و ۷۳)

## نگارخانه

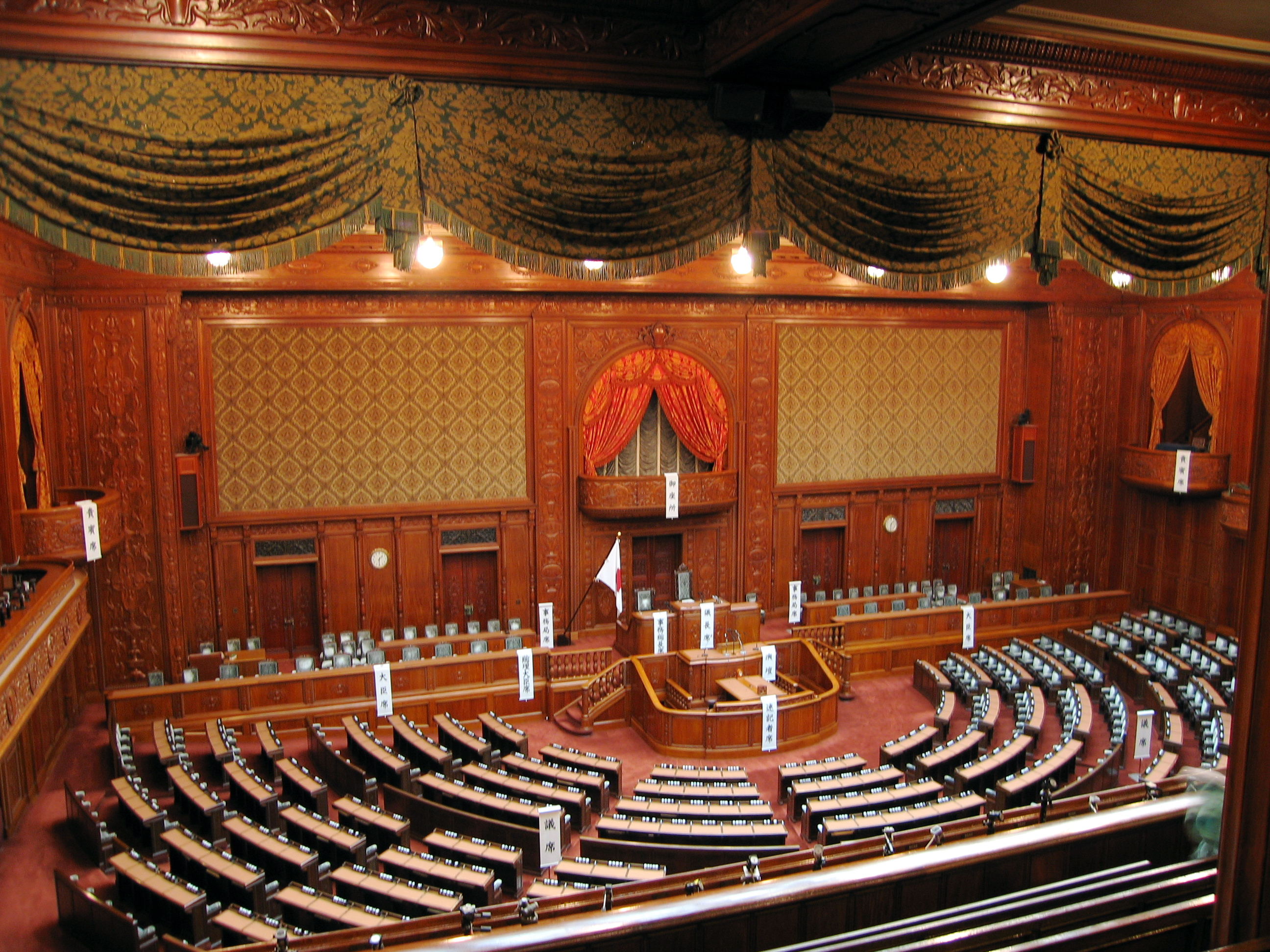
مجلس نمایندگان
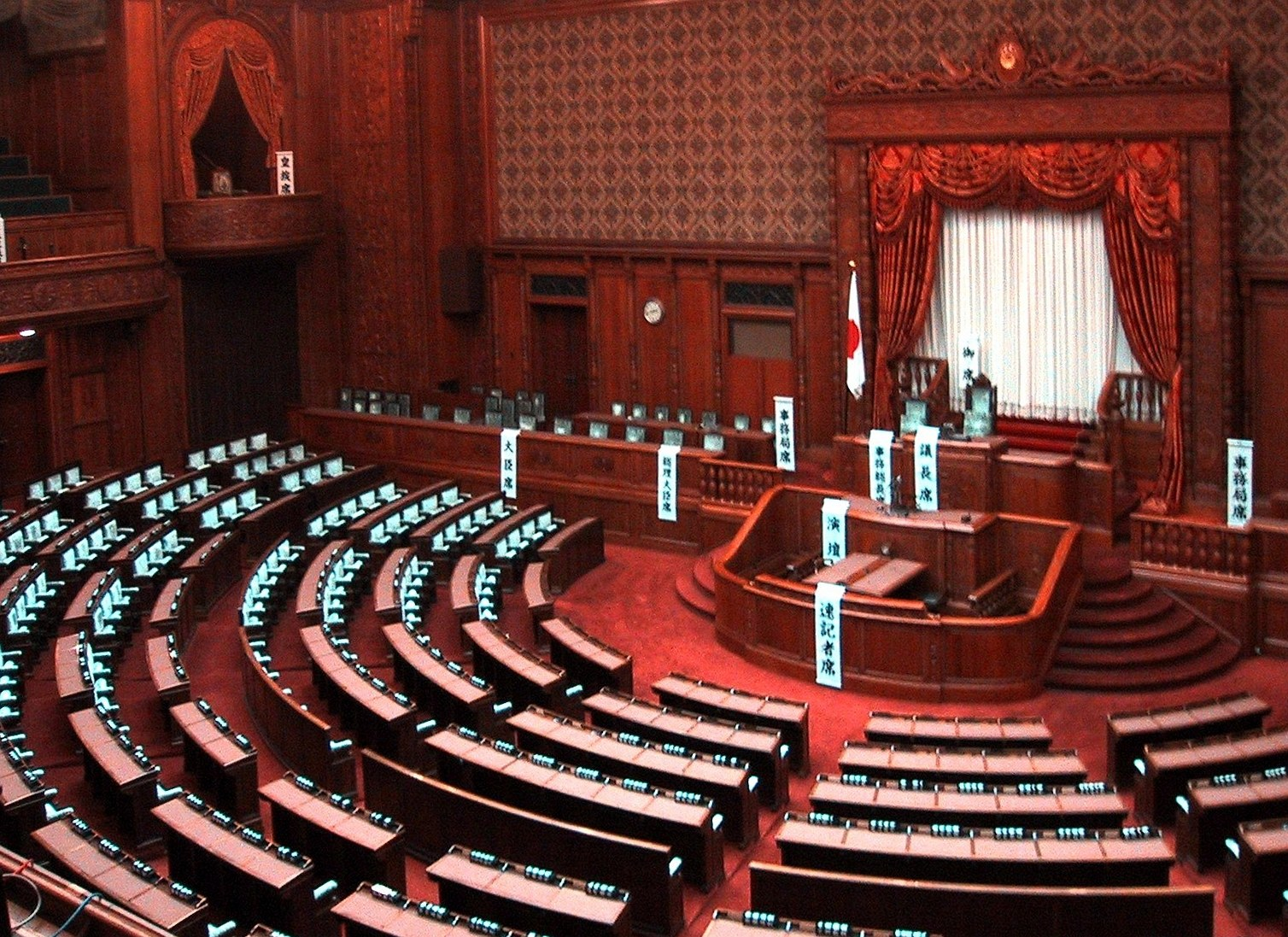
مجلس مشاوران
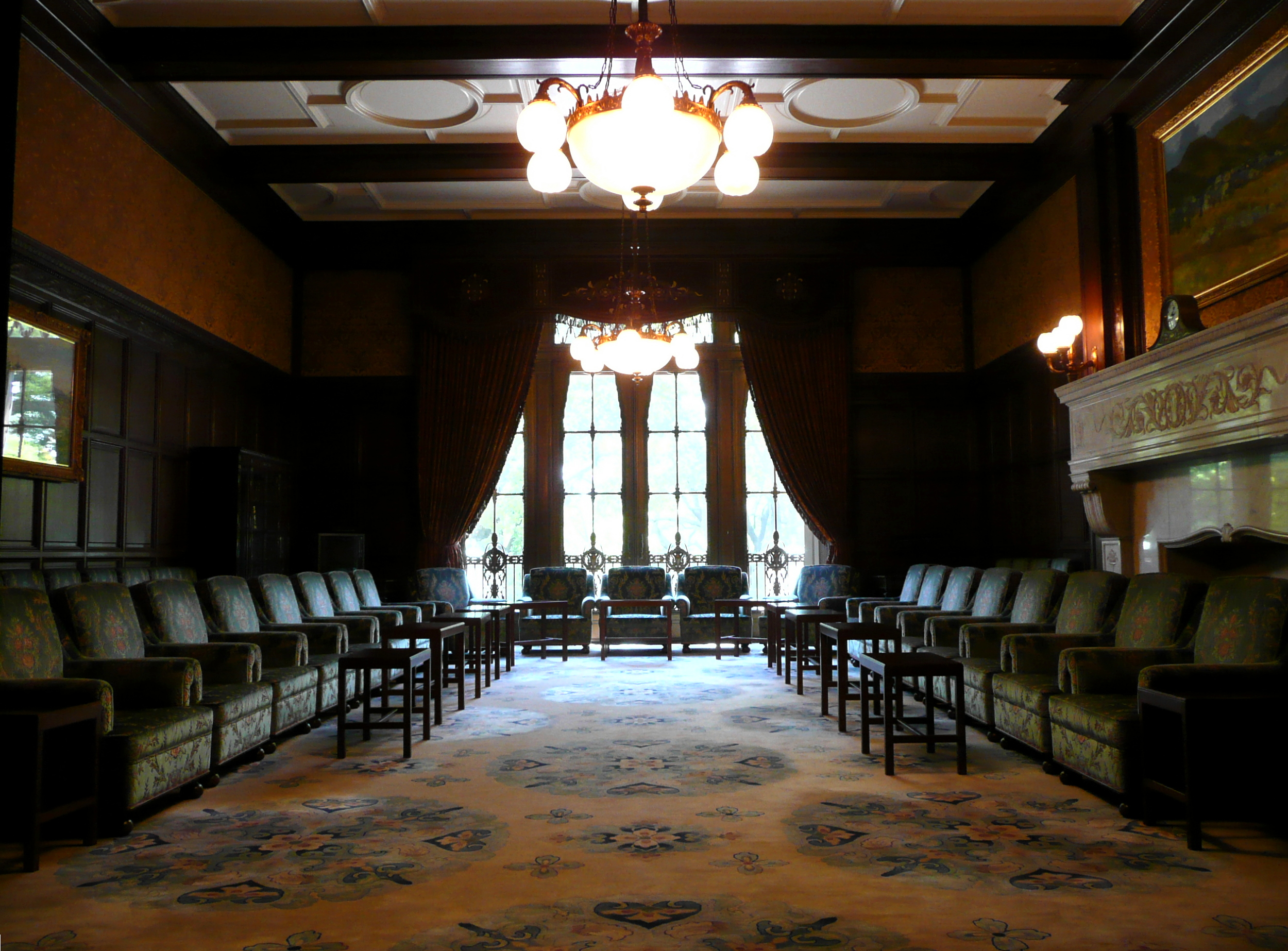
اتاق انتظار در مجاورت اتاق کابینت در ساختمان ملی رژیم غذایی